# Ehsan Aman

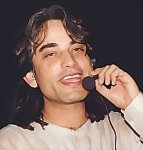
Ehsan Aman

Ehsan Aman (* 1959 in Laschkar Gah, Afghanistan) ist ein afghanischer Sänger.

## Biografie
Ehsan kam im Jahr 1959 in Laschkar Gah in Helmand zur Welt. Sein Vater Mohammed Ibrahim Aman war ein Ingenieur. Ehsan hatte schon als Kind ein großes Interesse an Musik. Er lernte Akkordeon zu spielen. Nach seinem Schulabschluss bekam er ein Stipendium für die Universität Kabul. Er sollte wie sein Vater ein Ingenieur werden. 
Ehsans ernsthaftes Interesse an der Musik begann in der Universität von Kabul. Als Student war er in vielen Aufführungen dabei. Ehsans Popularität begann zu steigen. Allerdings gab es Spannungen zwischen Ehsan und den Medien. Einige seiner Lieder wurden im Radio Kabul verboten. Zu Ehsans frühesten Arbeiten gehört die Hitsingle Bute' Daram, welche er bereits für Verwandte gesungen hatte. Diese Popularität führte zu nationaler Aufmerksamkeit. Er flüchtete im Jahr 1981 nach Pakistan. Im Oktober 1982 flüchtete er dann in die USA. 1985 heiratete er seine Ehefrau Sahar, die die Tochter des verstorbenen afghanischen Dichters und Komponisten Nainawaz ist. Er ist auch ein Kalligraph.

## Karriere
1983 veröffentlichte er sein erstes Album Musafer, welchem bisher fünf weitere Alben folgten.  Allerdings belastete ihn und seine Familie die Anpassung an ein neues Land. Im Januar 2002 wurde er von der Afghanischen Botschaft in den USA beauftragt die neue Nationalhymne zu schreiben.
Für den Film Drachenläufer schrieb Ehsan Aman die beiden Titel "Omaid e Man" und "Dukhtare Darya", die auf dem offiziellen Soundtrack vertreten sind und spielte in dem Film auch eine kleine Rolle (sich selbst als Hochzeitssänger). 
2010 nahm er zusammen mit Natalie Cole zwei Titel für den Film The Black Tulip auf. Der Film war Afghanistans Einstieg zu den Academy Awards 2011.

## Auszeichnungen
- Afghanistan: Singer of the Year (1996)

## Diskografie
- Veröffentlichungen im Exil
  - Musafer
  - Sahar
  - Blue Moods
  - Afghan Hope
  - Heart Beat
  - Echoes from the Past